# Нардодипаче
Нардодипаче (итал. Nardodipace) — коммуна в Италии, располагается в регионе Калабрия, в провинции Вибо-Валентия.
Население составляет 1419 человек (2008 г.), плотность населения составляет 44 чел./км². Занимает площадь 32 км². Почтовый индекс — 88020. Телефонный код — 0963.
Покровительницей коммуны почитается Пресвятая Богородица. Её Рождество особо празднуется 8 сентября.

## Демография
Динамика населения:

## Администрация коммуны
- Официальный сайт: